# 金东乡
金东乡是中国西藏自治区朗县下辖的一个乡，位于县境东南部，是朗县唯一的边境乡，总面积700平方公里，人口1513人。下辖8个村委会：东雄村、巴龙村、帮玛村、西日卡村、康玛村、来义村、松木材村、秀村。